# Buchverlag TEXT/RAHMEN
Der Buchverlag TEXT/RAHMEN ist ein 2015 gegründeter unabhängiger österreichischer Buchverlag mit Sitz in Wien.

## Programm
Der Programmschwerpunkt liegt auf deutschsprachiger Literatur und Fotobüchern österreichischer Fotografen.
2020 wurde der Verlag umstrukturiert. In den folgenden Jahren soll das Verlagsprogramm unter anderem auf Lyrik und Übersetzungen aus dem osteuropäischen Sprachraum erweitert werden.

## Autoren (Auswahl)
Autorinnen und Autoren des Buchverlags TEXT/RAHMEN sind unter anderem Ines Birkhan, Pika Golob, Natalie Campbell, Martin Kolozs, Alina Lindermuth, Kinga Litkey, Patricia Malcher, Hannah MacKenna, Clemens Marschall, Lukas Pellmann, Hans Platzgumer, Wolfgang Pollanz, Thorsten Pütz und HC Roth.